# Thierry Marie
Thierry Marie (Bénouville, 25 de juny de 1963) va ser un ciclista francès, que fou professional entre 1985 i 1996. Excel·lent prologuista, guanyà etapes a les tres grans voltes, 6 al Tour de França, una a la Volta a Espanya i una al Giro d'Itàlia. També va dur el mallot de líder en aquestes tres curses. Va participar als Jocs Olímpics de 1984.

## Palmarès
- 1984
  - 1r a la París-Roubaix sub-23
- 1985
  - 1r al Tour del Llemosí
  - Vencedor d'una etapa del Midi Libre
  - Vencedor d'una etapa del Tour de l'Avenir
- 1986
  - Vencedor d'una etapa del Tour de França
  - Vencedor d'una etapa de la Volta a Espanya
  - Vencedor d'una etapa de la Volta a Catalunya
  - Vencedor d'una etapa del Tour de l'Aude
- 1987
  - 1r al Duo Normand (amb Gérard Rué)
  - 1r al Tour d'Armòrica i vencedor d'una etapa
- 1988
  -  Campió de França de persecució
  - 1r a la Volta als Països Baixos
  - 1r al Duo Normand (amb Philippe Bouvatier)
  - 1r al Circuit de La Sarthe i vencedor d'una etapa
  - Vencedor d'una etapa del Tour de França
  - Vencedor d'una etapa de la Bicicleta Basca
  - Vencedor d'una etapa del Tour d'Armòrica
- 1989
  - 1r al Trofeu Baracchi (amb Laurent Fignon)
  - 1r al Gran Premi Baden-Baden (amb Laurent Fignon)
  - Vencedor de 2 etapes dels Quatre dies de Dunkerque
  - Vencedor d'una etapa de la París-Niça
  - Vencedor d'una etapa de la Volta als Països Baixos
  - Vencedor d'una etapa de la Volta a Bèlgica
- 1990
  - 1r a la París-Camembert
  - Vencedor de 2 etapes dels Quatre dies de Dunkerque
  - Vencedor d'una etapa del Tour de França
  - Vencedor d'una etapa de la Volta als Països Baixos
- 1991
  - 1r a la Polynormande
  - Vencedor de 2 etapes del Tour de França
  - Vencedor d'una etapa de la París-Niça
  - Vencedor d'una etapa del Midi Libre
  - Vencedor d'una etapa del Dauphiné Libéré
  - Vencedor d'una etapa del Tour de l'Oise
  - Vencedor d'una etapa del Tour d'Armòrica
- 1992
  - 1r al Tour de l'Oise i vencedor d'una etapa
  - Vencedor d'una etapa del Tour de França
  - Vencedor d'una etapa del Giro d'Itàlia
  - Vencedor d'una etapa dels Tres dies de La Panne
- 1993
  - 1r al Tour de Poitou-Charentes i vencedor d'una etapa
  - Vencedor d'una etapa de la Volta a Burgos
- 1995
  -  Campió de França de contrarellotge
  - 1r al Circuit de La Sarthe i vencedor d'una etapa
  - 1r a La Côte Picarde
  - Vencedor d'una etapa de la Ruta del Sud

### Resultats al Tour de França
- 1985. 67è de la classificació general
- 1986. 108è de la classificació general. Vencedor d'una etapa  Porta el mallot groc durant 3 etapes
- 1987. 87è de la classificació general
- 1988. 98è de la classificació general. Vencedor d'una etapa
- 1989. 72è de la classificació general
- 1990. 121è de la classificació general. Vencedor d'una etapa  Porta el mallot groc durant 1 etapa
- 1991. 111è de la classificació general. Vencedor de 2 etapes  Porta el mallot groc durant 3 etapes
- 1992. 114è de la classificació general. Vencedor d'una etapa
- 1993. No surt (13a etapa)
- 1994. 53è de la classificació general
- 1995. 94è de la classificació general
- 1996. Abandona (10a etapa)

### Resultats a la Volta a Espanya
- 1986. Abandona. Vencedor d'una etapa  Porta el mallot groc durant 1 etapa
- 1993. Abandona (13a etapa)

### Resultats al Giro d'Itàlia
- 1989. 116è de la classificació general
- 1990. 119è de la classificació general
- 1992. 127è de la classificació general. Vencedor d'una etapa  Porta la maglia rosa durant 2 etapes
- 1994. Abandona (20a etapa)